# Kenshi Hirokane
Kenshi Hirokane (弘兼憲史 Hirokane Kenshi?, nacido el 9 de septiembre, 1947 en Iwakuni, Japón) es un mangaka japonés. Se graduó de la Universidad Waseda. Después trabajó para Matsushita Electric por cuatro años. Kenshi hizo su debut profesional con el trabajo llamado Kaze Kaoru. 

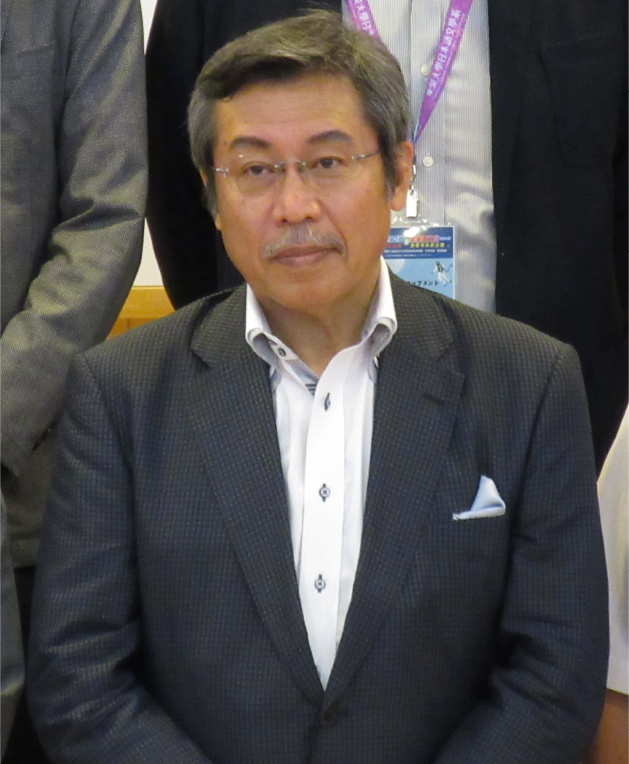
Hirokane Kenshi en la Universidad Soochow de Taiwán.

Durante su carrera, Kenshi ha recibido numerosos premios, como el premio Shōgakukan recibido en la categoría seinen por su trabajo, Human Crossing, Además recibió en el año 1991 el Kodansha Manga Award en la categoría general.,